# Ursula Burns
Ursula M. Burns (20 de setembro de 1958) é uma empresária norte-americana, conhecida por ter sido presidente (desde maio de 2010) e diretora executiva (desde julho de 2009) da Xerox. Como tal, ela é a primeira mulher CEO afro-americana a chefiar uma empresa que integra a Fortune 500. Ela também é a primeira mulher a suceder a outra mulher como chefe de uma empresa da Fortune 500, tendo sucedido a Anne Mulcahy como CEO (diretora executiva) da Xerox. Em 2014, sua classificação pela Forbes é a 22ª mulher mais poderosa do mundo. Em 2017, foi anunciada sua posição no corpo de diretores da Uber.

## Infância e Adolescência
Burns foi criada por uma mãe solteira na Baruch Houses, um conjunto habitacional da cidade de Nova Iorque. Seus pais eram imigrantes panamenhos.
Ela frequentou a Cathedral High School, uma escola de meninas católicas na rua 56 Leste, em Nova Iorque. Ela prosseguiu na obtenção de um título de bacharel em engenharia mecânica pelo Instituto Politécnico da Universidade de Nova Iorque em 1980 e mestrado em ciências de Engenharia Mecânica pela Columbia University um ano depois.

## Carreira na Xerox
Em 1980, Burns trabalhou pela primeira vez para a Xerox como estagiária de verão. Foi efetivada permanentemente um ano depois, em 1981, depois de completar seu mestrado. Ela trabalhou em várias funções no desenvolvimento e planejamento de produto no restante da década de 1980.
Em janeiro de 1990, sua carreira tomou um rumo inesperado quando Wayland Hicks, um executivo sênior, ofereceu a Burns um emprego como sua assistente executiva. Ela aceitou e trabalhou para ele por cerca de nove meses, quando estava pronta para voltar para casa porque ia se casar com Lloyd Bean. Em junho de 1991, ela se tornou assistente executiva do presidente e chefe-executivo Paul Allaire. Em 1999, ela foi nomeada vice-presidente de manufatura global.
Em 2000, Burns foi nomeada vice-presidente sênior e começou a trabalhar em estreita colaboração com Anne Mulcahy, que logo se tornaria CEO, no que ambas descreveram como uma verdadeira parceria. Nove anos depois, em julho de 2009, ela foi nomeada CEO, sucedendo Mulcahy, que permaneceu como presidente até maio de 2010.
Além do conselho da Xerox, ela é diretora do conselho da American Express Corporation e Exxon Mobil Corporation. Burns também faz aconselhamento de liderança para a comunidade, educacional e organizações sem fins lucrativos, incluindo FIRST (Para Inspiração e Reconhecimento da Ciência e Tecnologia), National Academy Foundation, MIT, Comitê Olímpico dos EUA, entre outros. Ela é uma das fundadoras do conselho diretor de Change the Equation, que se concentra em melhorar o sistema educacional do USA em ciência, tecnologia, engenharia e matemática (STEM). Em março de 2010, o presidente americano Barack Obama nomeou Burns vice-presidente do Conselho de Exportação do Presidente.

## Atividades comunitárias
Burns atuou em vários conselhos profissionais e da comunidade, incluindo Exxon Mobil Corporation, American Express, Boston Scientific, FIRST, National Association of Manufacturers, University of Rochester, o MIT Corporation, o Rochester Business Alliance, e o RUMP Group. Ela atuou como vice-presidente da Comissão Executiva do The Business Council em 2013 e 2014. Além disso, ela também está entre os fundadores do Board Directors of Change the Equation, que é uma organização que se concentra em melhorar a educação com base em STEM nos Estados Unidos.→
Foi oradora da formatura do MIT no início de 2011, que também marcou o fim das comemorações dos 150 anos do MIT. Proferiu o discurso de formatura de 2011 na Universidade de Rochester. Foi oradora na cerimonia de graduação em 12 de maio de 2012 na Xavier University da Louisiana, onde também recebeu um diploma honorário, uma das mais altas honrarias da instituição.

## Nas notícias
Ursula Burns fez manchetes em 2009, quando se tornou a primeira CEO mulher afro-americana de uma empresa da Fortune 500. Burns tem sido excepcionalmente visível durante o seu mandato, fazendo aparições públicas frequentes.
Burns pressionou para a aquisição da Affiliated Computer Services de US$ 6,4 bilhões, que fechou em 2010, embora a Xerox Corp. (NYSE: XRX) ainda não tenha visto qualquer benefício substancial do negócio. No fim do ano passado, a empresa chamou a polícia antes de anunciar 168 demissões nas suas instalações de Cary, N.C., observando que “estavam esperando problemas.” Foi a segunda rodada de um total de cerca de 500 demissões.
Burns foi premiada com uma média de 13 milhões de dólares por ano entre 2010 e 2012. Um antigo funcionário, comentando no Glassdoor, disse: "A maioria da administração superior recebeu aumento salarial ao longo dos últimos 6 anos, mas a equipe não teve.”
Ursula Burns foi listada várias vezes pela Forbes como uma das 100 mulheres mais poderosas do mundo. Em 2014, foi listada como a 22ª.

## Vida pessoal
Burns é casada com Lloyd Bean, que também trabalhou na Xerox, e reside em Manhattan, Nova Iorque. Ela tem uma filha, Melissa, nascida em 1992, e um enteado, Malcolm, nascido em 1989, que estudou no MIT.